# 同登社
同登社（越南语：／）是越南諒山省的一个社，镇内还有同登站，是河同鐵路的終點，與中國湘桂鐵路憑祥站接軌。
原为高祿縣的一個市鎮。该镇是越南1号国道北端的起点:451，2025年6月，高祿縣废除，同登市镇改制为社，由谅山省人民委员会直辖。